# 迪波峰
69°2′S 64°36′E / 69.033°S 64.600°E
迪波峰（英語：Depot Peak）是南極洲的冰原島峰，位於麥克羅伯特森地，處於斯蒂尼爾冰原島峰以北70公里，由澳大利亞探險隊發現，現時由南極條約體系管理。